# The White Stripes (음반)
| 전문가 평가               | 전문가 평가 |
| 평가 점수                 | 평가 점수   |
| 출처                      | 점수        |
| ------------------------- | ----------- |
| AllMusic                  | [ 1 ]       |
| Pitchfork                 | 8.3/10      |
| Rolling Stone Album Guide | [ 3 ]       |

《The White Stripes》는 미국의 록 듀오 화이트 스트라이프스의 데뷔 스튜디오 음반으로, 1999년 6월 15일에 발매되었다. 이 음반은 짐 다이아몬드와 보컬리스트이자 기타리스트인 잭 화이트가 프로듀싱했으며, 1999년 1월, 디트로이트의 게토 레코더스와 서드 맨 스튜디오에서 녹음되었다. 화이트는 이 음반을 고인이 된 블루스 음악가 선 하우스에게 헌정했다.

## 배경
이 음반은 디트로이트의 게토 레코더스에서 일주일 만에 녹음되었으며, 〈Screwdriver〉, 〈Sugar Never Tasted So Good〉, 〈St. James Infirmary〉, 〈Astro〉는 잭 화이트의 자택에서 녹음되었다. 솔레다드 브라더스의 조니 워커는 〈Suzy Lee〉와 〈I Fought Piranhas〉 두 곡에서 슬라이드 기타를 연주했다. 그는 화이트에게 슬라이드 기타 연주법을 가르쳐 준 인물로 알려져 있으며, 이 연주 기법은 화이트 스트라이프스의 초기 두 음반에 걸쳐 두드러지게 등장한다. 워커는 "잭은 거실에 포 트랙 녹음기를 가지고 있었고, 저를 초대해 녹음을 하자고 했습니다. 그 대가로 제가 슬라이드 기타 연주법을 가르쳐 주었죠."라고 말했다. 〈Dead Leaves and the Dirty Ground〉, 〈Why Can't You Be Nicer to Me〉, 〈Let's Build a Home〉, 그리고 버트 배커랙의 〈My Little Red Book〉 커버도 이 음반을 위해 녹음되었다.
듀오는 《베티 부프》 만화에서 이 곡을 처음 접한 뒤 〈St. James Infirmary Blues〉를 커버했다.

## 곡 목록
모든 곡들은 특별한 언급이 없는 한 화이트 스트라이프스에 의해 작사/작곡하였다.
| #   | 제목                             | 작사·작곡                | 재생 시간 |
| --- | -------------------------------- | ------------------------ | --------- |
| 1.  | 〈Jimmy the Exploder〉           |                          | 2:29      |
| 2.  | 〈Stop Breaking Down〉           | 로버트 존슨              | 2:20      |
| 3.  | 〈The Big Three Killed My Baby〉 |                          | 2:29      |
| 4.  | 〈Suzy Lee〉                     |                          | 3:21      |
| 5.  | 〈Sugar Never Tasted So Good〉   |                          | 2:54      |
| 6.  | 〈Wasting My Time〉              |                          | 2:13      |
| 7.  | 〈Cannon〉                       | 선 하우스                | 2:30      |
| 8.  | 〈Astro〉                        |                          | 2:42      |
| 9.  | 〈Broken Bricks〉                | 잭 화이트, 스티븐 길리스 | 1:51      |
| 10. | 〈When I Hear My Name〉          |                          | 1:54      |
| 11. | 〈Do〉                           |                          | 3:05      |
| 12. | 〈Screwdriver〉                  |                          | 3:14      |
| 13. | 〈One More Cup of Coffee〉       | 밥 딜런                  | 3:13      |
| 14. | 〈Little People〉                |                          | 2:22      |
| 15. | 〈Slicker Drips〉                |                          | 1:30      |
| 16. | 〈St. James Infirmary Blues〉    | 민요                     | 2:24      |
| 17. | 〈I Fought Piranhas〉            |                          | 3:07      |

## 인증
| 국가                       | 인증 | 판매량/출하량 |
| -------------------------- | ---- | ------------- |
| 영국 (BPI)                 | 골드 | 100,000^      |
| 미국                       | —    | 335,000       |
| ^출하량을 기반으로 한 인증 |      |               |